# Non abbandonarmi
Non abbandonarmi (Not Wanted) è un film del 1949, diretto da Elmer Clifton e (non accreditata) Ida Lupino.

## Trama
Una ragazza cammina per le vie di una città, e nota, stazionata fuori da un negozio, una carrozzina con un bambino, lo prende in braccio e si allontana. La madre ed un poliziotto intervengono, e la ragazza viene arrestata, anche se dapprima, in stato confusionale, asserisce che il piccolo è figlio suo.
La giovane è la diciannovenne Sally Kelton: tempo prima aveva fatto la conoscenza del pianista Steve Ryan, che si esibiva per gli avventori in un locale annesso al bar dove la ragazza lavorava, e fra i due era nata una relazione. Steve si era dovuto spostare in un'altra città per lavoro, e Sally, a sua insaputa, aveva deciso di lasciare la casa paterna per raggiungerlo. Ma Steve, sorpreso di reincontrarla, aveva deluso le aspettative di Sally, dichiarandosi inadatto per un eventuale matrimonio, e si era trasferito in Sud America.
Sally era rimasta nella cittadina, dove lavorava come benzinaia nella stazione di servizio gestita da Drew Baxter, conosciuto di recente. Drew e Sally avevano instaurato una relazione, ma la ragazza aveva chiesto un po' di tempo per decidere il da farsi. Una sera Sally aveva avuto un malore, ed il medico le aveva confermato, confidenzialmente, che era incinta. Di Steve. Sally allora aveva lasciato la cittadina senza darne notizia a nessuno e si era stabilita in un'istituzione religiosa dedicata alle ragazze-madri. Drew era riuscito a rintracciarla, ma, avendo appreso solo allora dalla direttrice dell'istituto, la signora Nigh, con la quale egli si era confidato, lo stato di gravidanza della ragazza, sconsolato, se ne era andato senza incontrare la giovane.
Avuto il bambino, dopo tormentose riflessioni Sally aveva deciso di darlo in affidamento, per poi, troppo tardi, pentirsi. Ed era stato allora che, all'uscita dal lavoro, la ragazza aveva prelevato il bimbo altrui dalla carrozzina.
Durante un'udienza, la madre del bambino, a cui viene spiegata la situazione, ritira la denuncia, e Sally viene scarcerata. Fuori dagli uffici giudiziari, ad aspettarla c'è Drew. Sally fugge, e viene inseguita da Drew quel tanto che la sua protesi alla gamba glielo permette, prima di accasciarsi al suolo. Quando si accorge che Drew è caduto Sally torna indietro e va a soccorrerlo.

## Produzione
Ida Lupino, dopo aver fondato col marito Collier Young una società di produzione indipendente inizialmente denominata Emerald Films ed in seguito The Filmmakers, affidò la regia del film, dopo averne curata la sceneggiatura, a Elmer Clifton, che tuttavia morì prima di portare a termine il lavoro. Fu allora la Lupino che completò il lavoro, iniziando in tal modo la sua breve carriera di regista.
Non abbandonarmi è il primo degli otto film (sei dei quali diretti da Ida Lupino) prodotti dalla Emerald Films/Filmmakers, la cui breve storia avrà fine con l'insuccesso del film Dollari che scottano di Don Siegel, del 1954. L'attrice Sally Forrest prenderà parte anche ai film Never Fear (1949) e Hard, Fast and Beautiful (1951), sempre della Lupino.
Le riprese si svolsero agli Universal Studios di Hollywood.